# 섀넌 맥코믹

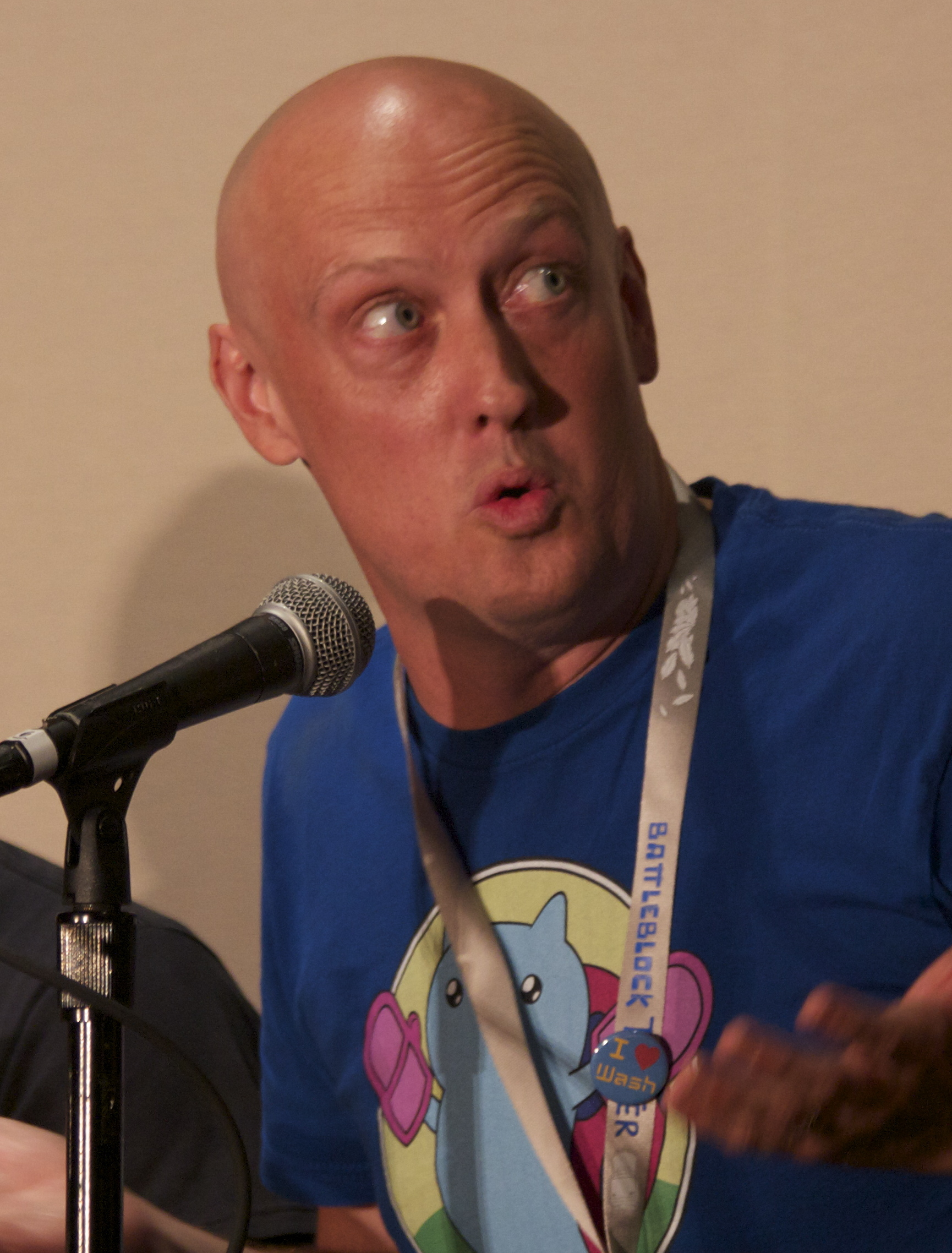

섀넌 맥코믹(Shannon McCormick, 1971년 8월 19일 ~ )은 미국의 영화배우, 성우, 각본가이다.
아이오와주 애틀랜틱에서 태어났다.

## 영화
- 픽쳐스 오브 슈퍼히어로스 (2012년)
- 플랫랜드: 더 무비 (2007년)
- 슬리핑 독 (1998년)
- 크래커잭 2 (1997년)